# Oleg Stepanov
Oleg Sergeevich Stepanov (in russo Олег Серге́евич Степанов?; Mosca, 10 dicembre 1939 – Mosca, 27 febbraio 2010) è stato un judoka sovietico.

## Biografia
Stepanov era molto popolare in patria come lottatore di sambo, disciplina nel quale vinse otto titoli nazionali dal 1958 al 1968. A livello internazionale, era conosciuta come judoka dato che le regole del judo sono simili a quelle del sambo. In ambito europeo, ottenne numerosi successi sia nel judo individuale che nelle competizioni di squadra tra il 1963 al 1967 mentre a livello mondiale vinse una medaglia di bronzo olimpica a Tokyo 1964 e un bronzo mondiale a Rio de Janeiro 1965. Dopo il ritiro dalle competizioni, Stepanov divenne allenatore di judo e sambo nel club sportivo delle forze armate di Mosca. Negli anni '70 fu anche allenatore della nazionale femminile di judo.

## Palmarès
Olimpiadi
- 1 medaglia:
  - 1 bronzo (fino a 68 kg a Tokyo 1964)

Mondiali
- 1 medaglia:
  - 1 bronzo (<68 kg a Rio de Janeiro 1965)

Europei
- 7 medaglie:
  - 6 ori (a squadre a Ginevra 1963, a squadre a Berlino est 1964, amatori 63 kg e a squadre a Madrid 1965, 70 kg e a squadre Lussemburgo 1966)
  - 1 bronzo (a squadre a Roma 1967)